# 毛渠
毛渠（1497年—1547年），字公澤（或字世澤），號石溪，山东莱州府掖县人，民籍。明朝進士、官员。

## 生平
嘉靖四年（1525年）乙酉科山东鄉試第一名舉人（解元），嘉靖五年（1526年）丙戌科第二甲第四十八名進士。选入翰林院，为庶吉士，授工部营缮司主事，七年丁母憂歸。十年復除虞衡司主事，改任礼部儀制司主事，十二年升精膳司员外郎，进阶奉直大夫，十三年升祠祭司郎中。九庙完工，升太常寺少卿、提督四夷馆，十七年三月回籍省親，十八年闰七月升通政使司右通政、提督誊黄，二十年七月升太仆寺卿，二十四年五月考察去职，同年丁父憂，以哀毁致疾，终喪数月后病逝，年五十一，時嘉靖丁未十月朔。

## 家族
曾祖父毛福英，祖父毛敏，舉鄉薦，教授杭州郡學，俱贈光祿大夫柱國少保兼太子太保戶部尚書武英殿大學士。父毛紀，光祿大夫柱國少保兼太子太保戶部尚書武英殿大學士。母官氏，累封一品夫人。兄毛棻，順天府推官；次兄毛槩，戶部員外郎，次毛槃，嘉靖壬午舉人，和州知州。弟毛業；毛集，左府經歷。
子毛延清，國子生；毛延魁，舉人。